# Kim Jin-hyuk
Đây là một tên người Triều Tiên, họ là Kim.
Kim Jin-hyuk (tiếng Hàn: 김진혁; sinh ngày 3 tháng 6 năm 1993) là một cầu thủ bóng đá Hàn Quốc thi đấu ở vị trí tiền đạo cho Daegu FC.

## Sự nghiệp
Kim gia nhập đội bóng tại K League 2 Daegu FC vào tháng 1 năm 2015.